# Hor-pa-Re-pa-chered
Hor-pa-Re-pa-chered (auch Harpare-pa-chered) ist als Kindgott in der ägyptischen Mythologie seit der Spätzeit belegt. Er stellt eine Nebenform des Gottes Harpare dar und wurde in der griechisch-römischen Zeit insbesondere in der thebanischen Region in den Orten Medamud, Armant, Karnak, Deir el-Medina sowie in At-Tod verehrt. 

## Darstellungen
Ikonografische Darstellungen tauchen erst in der griechisch-römischen Zeit in seinen Kultorten auf, wobei Edfu nicht dazugehörte. Auf einem Tor von Medamud ist der Kindgott als stehende Gottheit mit Hemhem-Krone, Herzamulett und Jugendlocke abgebildet. Das Month-Tor wurde Ende des ersten Jahrhunderts v. Chr. für die Umfassungsmauer am Ende der Sphingenallee errichtet. Im Mammisi von Armant ist Hor-pa-Re-pa-chered in der Zeit von Kleopatra VII. und ihrem Sohn Caesarion als thronender Kindgott mit Kopftuch, Jugendlocke, die Hand am Mund haltend, Krummstab sowie Geißel zu sehen, wahlweise mit der weißen Krone des Südens oder auf einer Lotosblüte hockend. 
Das meist verwendete Darstellungsmotiv zeigte ihn allerdings als stehenden Gott mit Hemhem-Krone, Kopftuch und Jugendlocke. Daneben war Hor-pa-Re-pa-chered mit verschiedenen Kronen zu sehen, so mit der Doppelkrone, Geb-Krone, Doppelfederkrone und Vierfederkrone; außerdem mit Atefkrone auf waagerechten Gehörn, das von einer auf einer Papyruspflanze sitzenden Kobra, einer geraden Feder sowie einer Spirale flankiert war. Vor der Atefkrone befand sich zusätzlich ein Flügelskarabäus.

## Mythologische Verbindungen

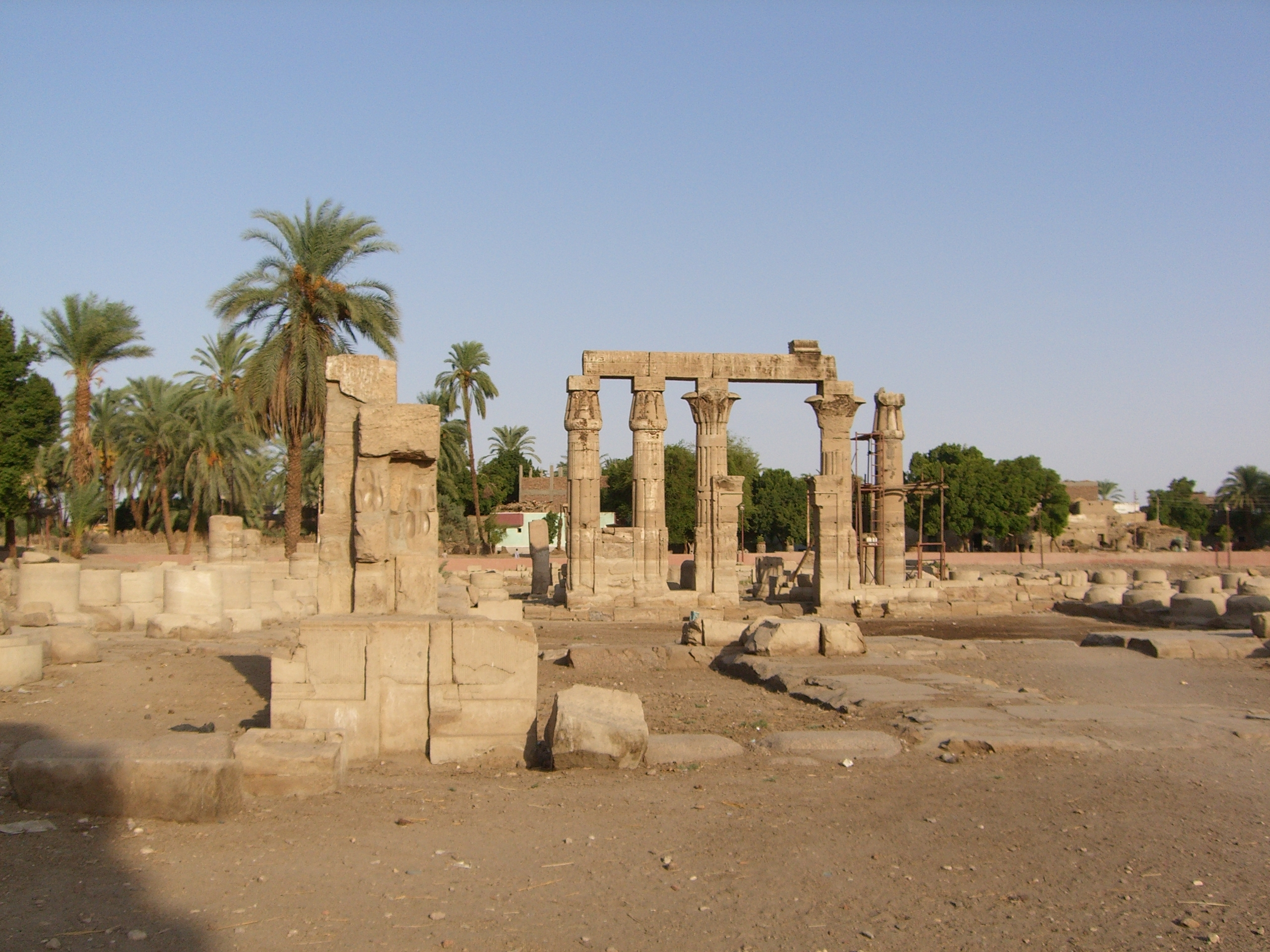
Blick auf die Ruinen des Tempels von Medamud
(Griechisch-römische Zeit).

Mit Rat-taui und Month bildete Hor-pa-Re-pa-chered in Medamud eine Göttertriade. Dort wurde er insbesondere als Sonnenkind verehrt. In mehreren Priestertiteln ist sein Name bezeugt. In einer Ritualszene ist er als kämpfende Gottheit zu sehen, wie er die Neunbogen-Völker niedertrampelte und die Asiaten erstach.